# Panthytarcha astrocharis
Panthytarcha astrocharis är en fjärilsart som beskrevs av Edward Meyrick 1922. Panthytarcha astrocharis ingår i släktet Panthytarcha och familjen äkta malar. Inga underarter finns listade i Catalogue of Life.